# Соренсенс
Соренсенс (англ. Sorensens) — невключенная территория в округе Алпайн, штат Калифорния. Свой статус территория получила 19 января 1981 года. Высота центра населенного пункта — 2 109 м над уровнем моря. Территория расположена на западном берегу реки Карсон.